# Hinko
Hinko je moško osebno ime.

## Izvor imena
Ime Hinko je različica imena Henrik.

## Pogostost imena
Po podatkih Statističnega urada Republike Slovenije je bilo na dan 23. oktobra 2011 v Sloveniji število moških oseb z imenom Hinko: 246.

## Osebni praznik
V koledarju je ime Hinko skupaj z Henrikom; god praznuje 2. marca ali pa 13. julija.